# Podabrus ainu
Podabrus ainu is een keversoort uit de familie soldaatjes (Cantharidae). De wetenschappelijke naam van de soort werd in 1990 gepubliceerd door Takehiko Nakane & Makino.